# Paracas

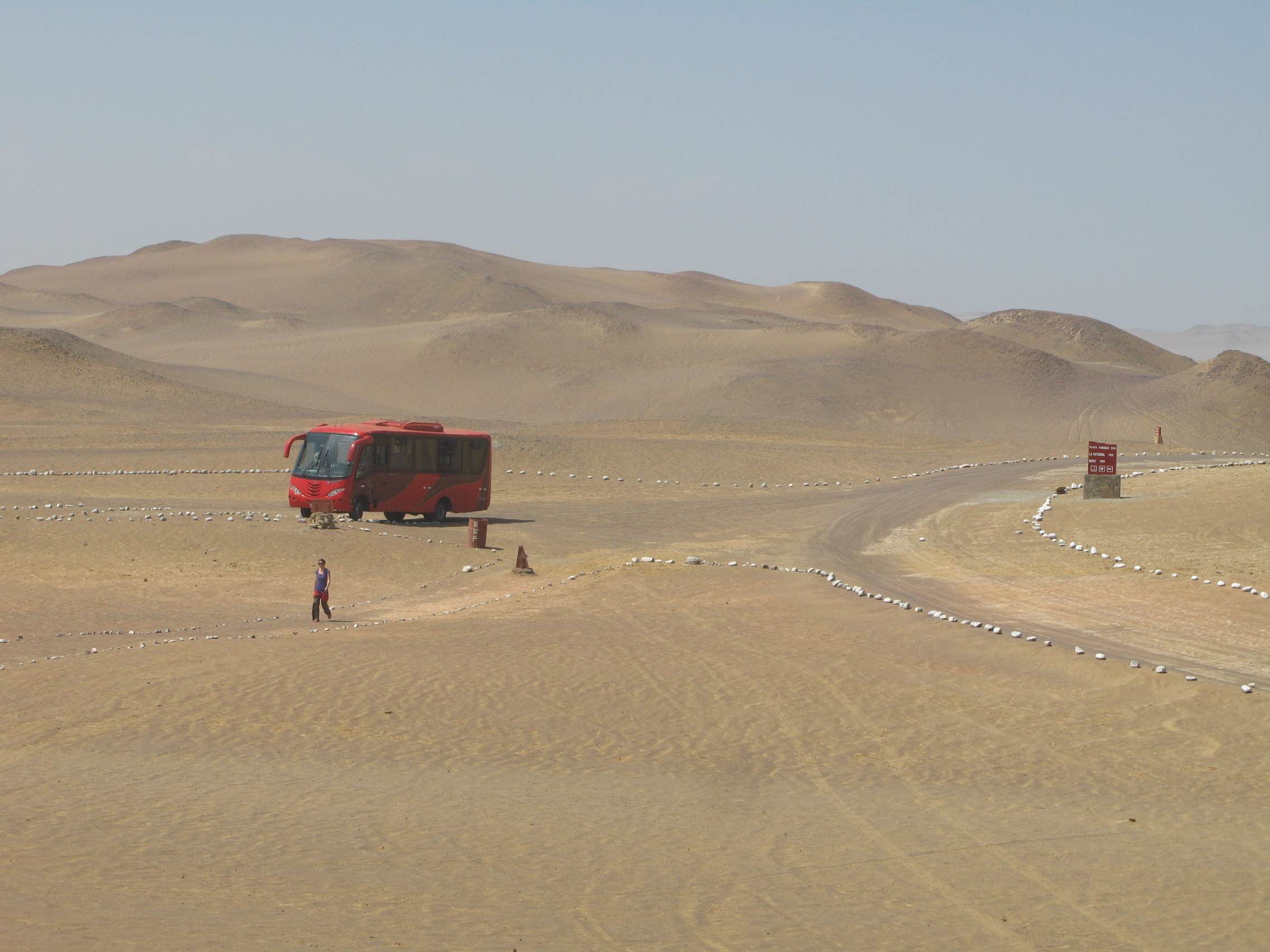
Krajina na poloostrově

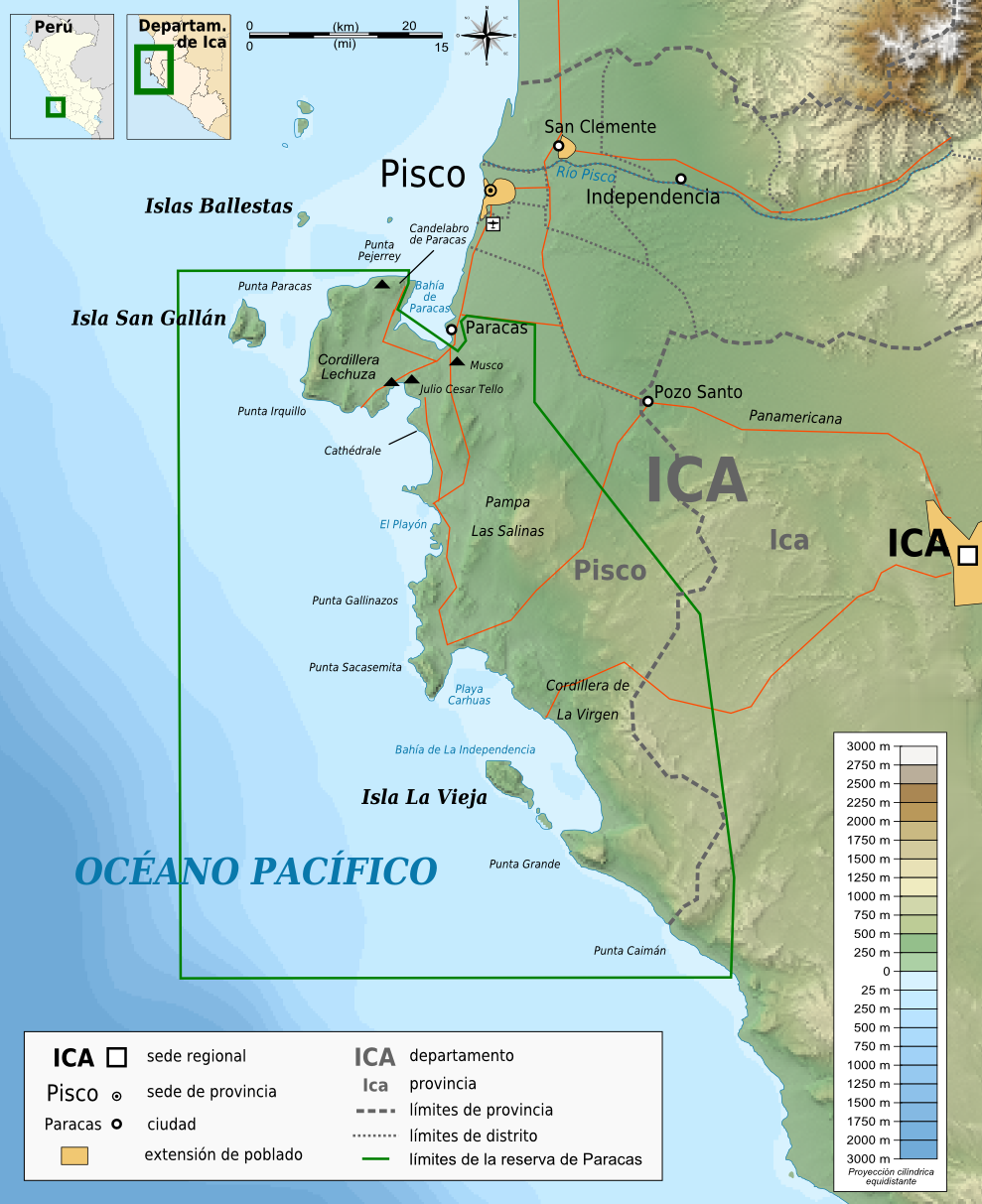
Mapa

Paracas je poloostrov na pobřeží Tichého oceánu nacházející se v peruánské provincii Pisco, necelých 250 km jižně od hlavního města Lima. Poloostrov je 25 km dlouhý a 12,5 km široký, spojený s pevninou úzkou šíjí s jedinou přístupovou silnicí; jeho území pokrývá písečná poušť, pobřeží je tvořeno vysokými strmými útesy. Častými jevy jsou mlha a silný vítr, vzduch obsahuje vysoké množství soli. Paracas s okolím byl roku 1975 vyhlášen národní přírodní rezervací. Místní klima ovlivňuje Humboldtův proud, díky němuž má poloostrov extrémně suché a vzhledem k zeměpisné šířce relativně chladné podnebí, zatímco okolní moře kypí bohatým životem. Na pobřeží žije lachtan hřívnatý, hnízdí zde kormorán rudonohý, pelikán hnědý, rybák inka, tučňák Humboldtův a další druhy ptáků. U pobřeží Paracasu se nacházejí ostrovy Islas Ballestas a Isla San Gallán, na kterých se sbírá guáno. 
V prvním tisíciletí před naším letopočtem na poloostrově vzkvétala vyspělá paracaská kultura. V roce 1925 odhalil peruánský archeolog Julio César Tello množství hrobů, v nichž byly mumifikované ostatky díky suchému klimatu dokonale zachované. Příslušníci paracaské civilizace byli převážně rusovlasí, měli nápadně úzké obličeje, byli nezvykle vysocí a vyráběli pestré tkaniny a kvalitní keramiku. Studium těl odhalilo množství vážných zranění, které tehdejší medicína dokázala vyléčit. Na poloostrově se nachází archeologické muzeum, které je významnou turistickou atrakcí. Na severním pobřeží se nachází zdaleka viditelný geoglyf vysoký 180 metrů, přirovnávaný pro svůj tvar ke svícnu, trojzubci nebo kaktusu, jehož stáří a účel jsou předmětem diskusí.
Do moderních peruánských dějin se poloostrov zapsal 8. září 1820, kdy se zde se svými jednotkami vylodil generál José de San Martín a zahájil kampaň za osvobození země ze španělské nadvlády.   